# Région du Nord (Cameroun)
Pour les articles homonymes, voir Région du Nord.
La région du Nord est l'une des dix régions du Cameroun, située dans le nord du pays. Son chef-lieu est Garoua.

## Situation
La région du Nord s’étend entre 8° et 10° de latitude nord et entre 12° et 16° de longitude est, entre au nord la province de l’Extrême-Nord, au sud la province de l’Adamaoua, à l'est, le Tchad et la Centrafrique et à l’ouest, le Nigeria.
La région est située au nord du pays, elle est limitrophe de quatre régions du Tchad, d'une préfecture de la République centrafricaine et d'un État du Nigeria.
| Extrême-Nord | Mayo-Kebbi Ouest | Logone-Occidental,          |
| Adamawa      | Nord             | Logone-Oriental             |
|              | Adamaoua         | Mayo-Kebbi Est, Ouham-Pendé |

## Subdivisions

### Départements

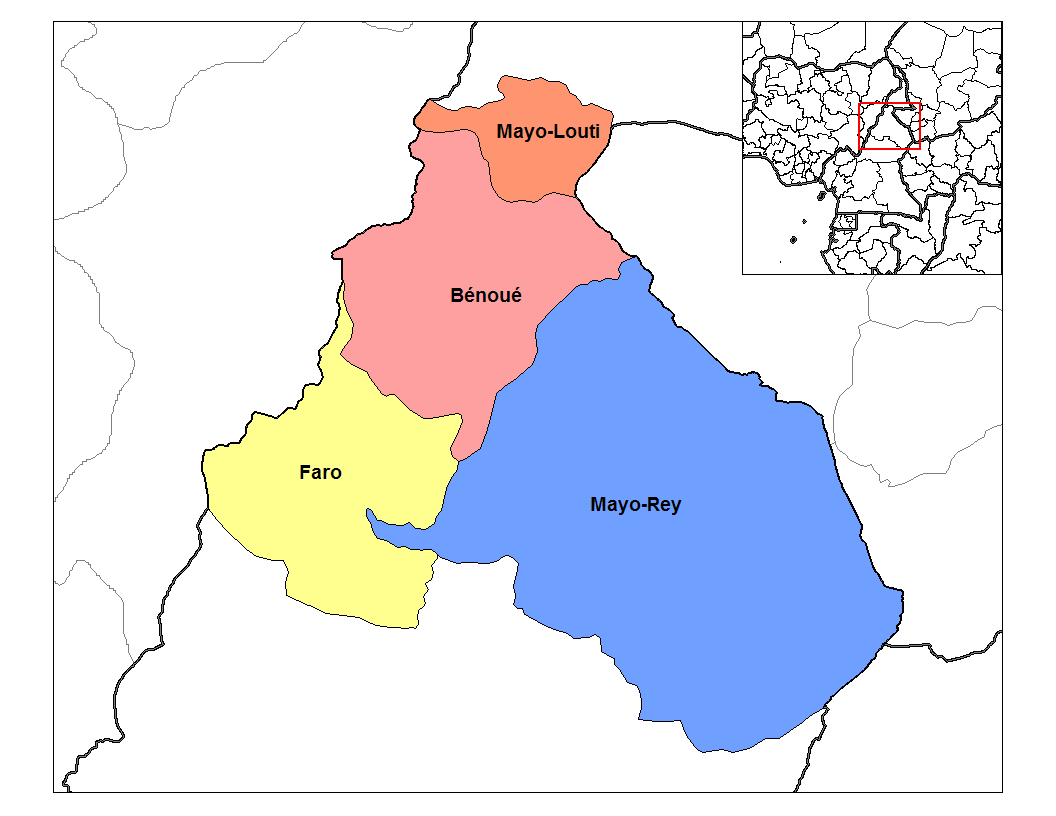
Les départements de la région du Nord.

La région qui est composée de quatre départements couvre une superficie de 65 576 km2 et abrite plus de 1 227 000 habitants.
| Département |  | Chef-lieu | Superficie | Population (2005) |
| ----------- |  | --------- | ---------- | ----------------- |
| Bénoué      |  | Garoua    | 13 614     | 851 955           |
| Faro        |  | Poli      | 11 785     | 69 477            |
| Mayo-Louti  |  | Guider    | 4 162      | 391 326           |
| Mayo-Rey    |  | Tcholliré | 36 529     | 375 201           |

### Arrondissements
La région compte 21 arrondissements.

### Communes
La région compte 21 communes.

### Chefferies traditionnelles
La région du Nord compte six chefferies traditionnelles de 1er degré, 33 chefferies de 2e degré et 1 124 chefferies de 3e degré.

## Géographie
Comprise entre les hauts plateaux de l’Adamaoua et les monts Mandara, la région du Nord correspond au bassin de la Bénoué. Affluent du fleuve Niger la Bénoué reçoit elle-même de nombreux affluents dont seuls les plus importants, le Faro, le Mayo Kebbi ou Mayo Kébi et son affluent le Mayo Louti, ne s’assèchent jamais. 

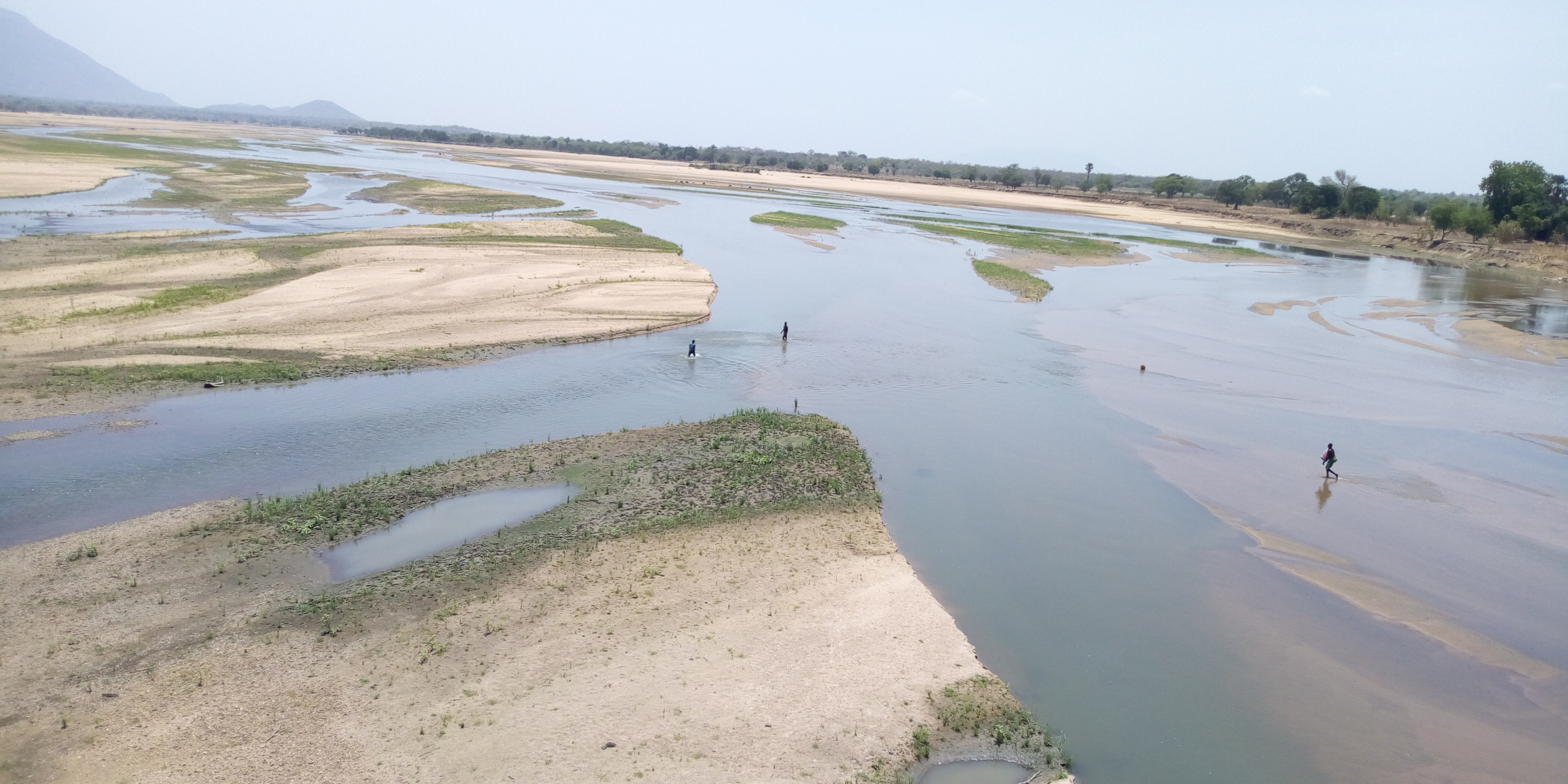
Le Faro en saison sèche.

Ses limites sud et est sont nettement marquées par la falaise de l’Adamaoua et la retombée des monts Alantika tandis qu’au nord les plateaux du Tinguelin et des massifs comme ceux du Peské Bori et de Lam, assurent la transition avec les monts Mandara. Des massifs plus ou moins isolés parsèment la région, notamment autour de Poli.
Le climat est de type soudanien avec des températures élevées et une pluviométrie comprise entre 1 200 et 900 mm décroissant selon la latitude du sud vers le nord. Les hauteurs des Monts Alantika et de Poli sont à la fois plus fraîches et plus pluvieuses. À six mois de saison sèche, froide de novembre à février, succèdent des mois de chaleurs de plus en plus fortes jusqu'à l’arrivée des pluies. C’est l'été de l’hémisphère nord mais en raison de la baisse, relative, des températures et de l’intensité des pluies de juillet et août, cette saison des pluies est souvent qualifiée d’hivernage. Les rivières débordent alors rendant la circulation difficile en dehors des grands axes routiers. 
Des savanes, plus ou moins boisées en fonction de la latitude, couvrent la région. Ce sont les irrégularités interannuelles qui caractérisent le climat et rythment le travail des hommes, essentiellement des agriculteurs, agriculteurs-éleveurs et quelques nomades peul bororo.

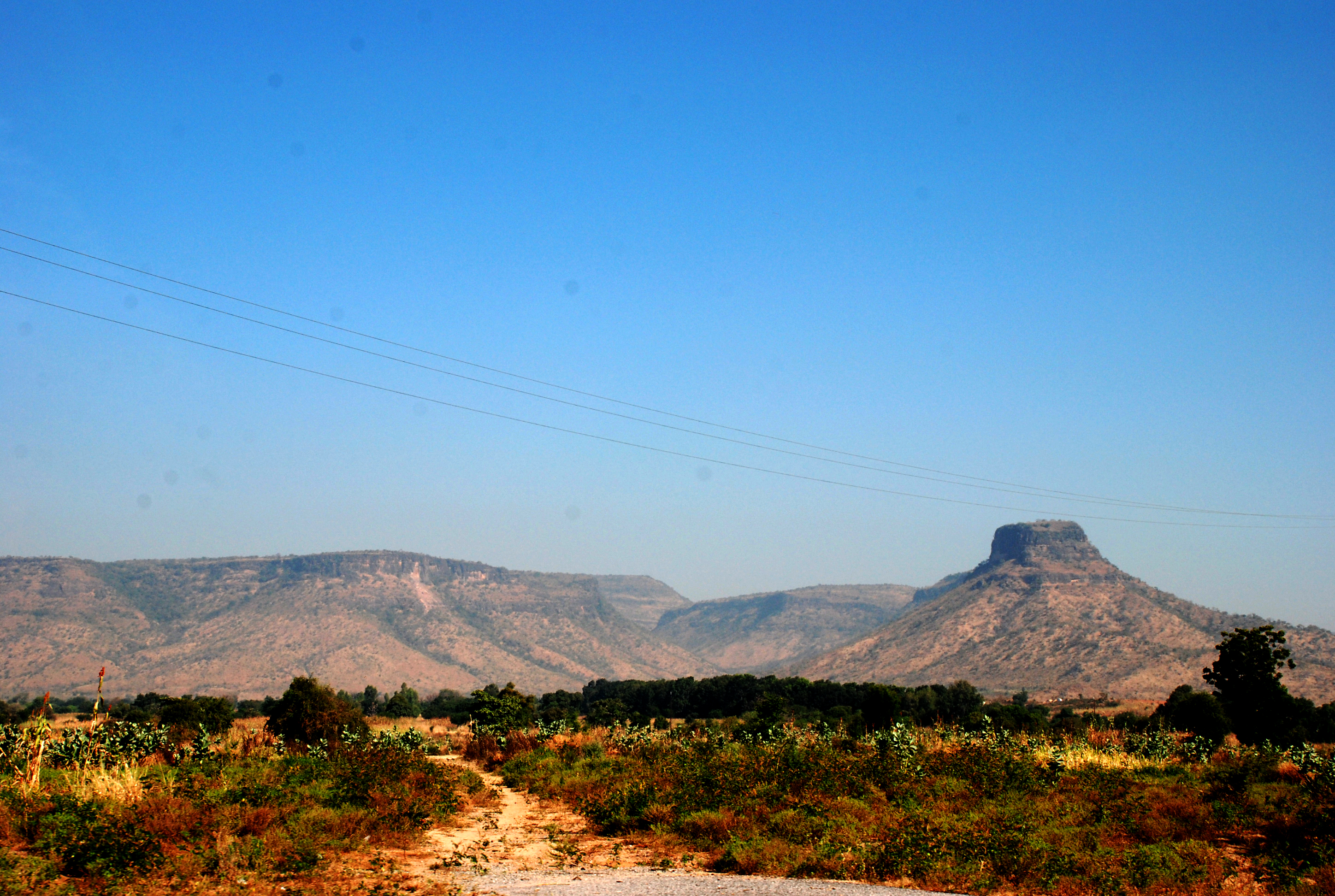
Le plateau du Tinguelin et sa butte témoin au nord de Garoua.

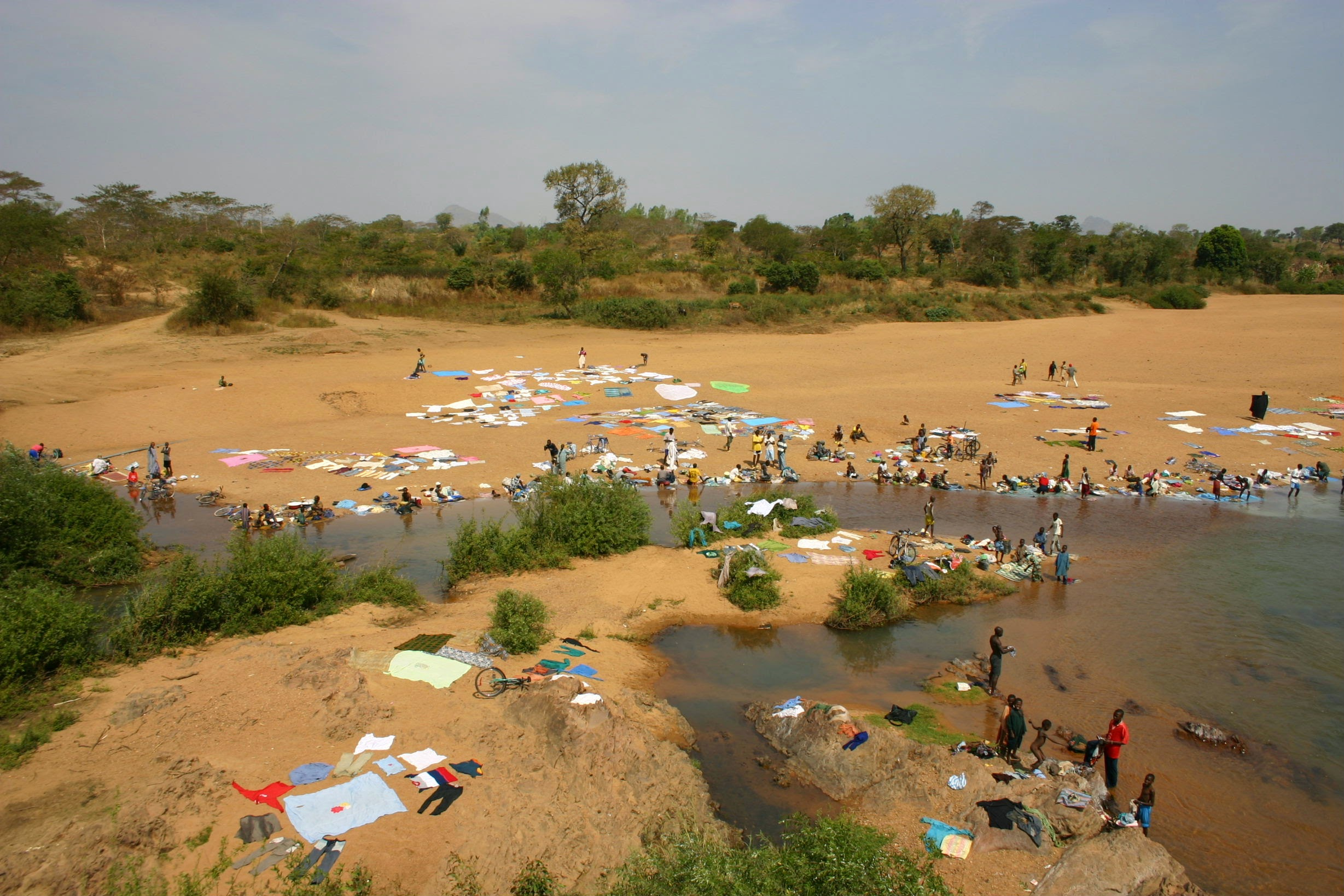
Lessive dans le fleuve Benoué au Nord Cameroun.
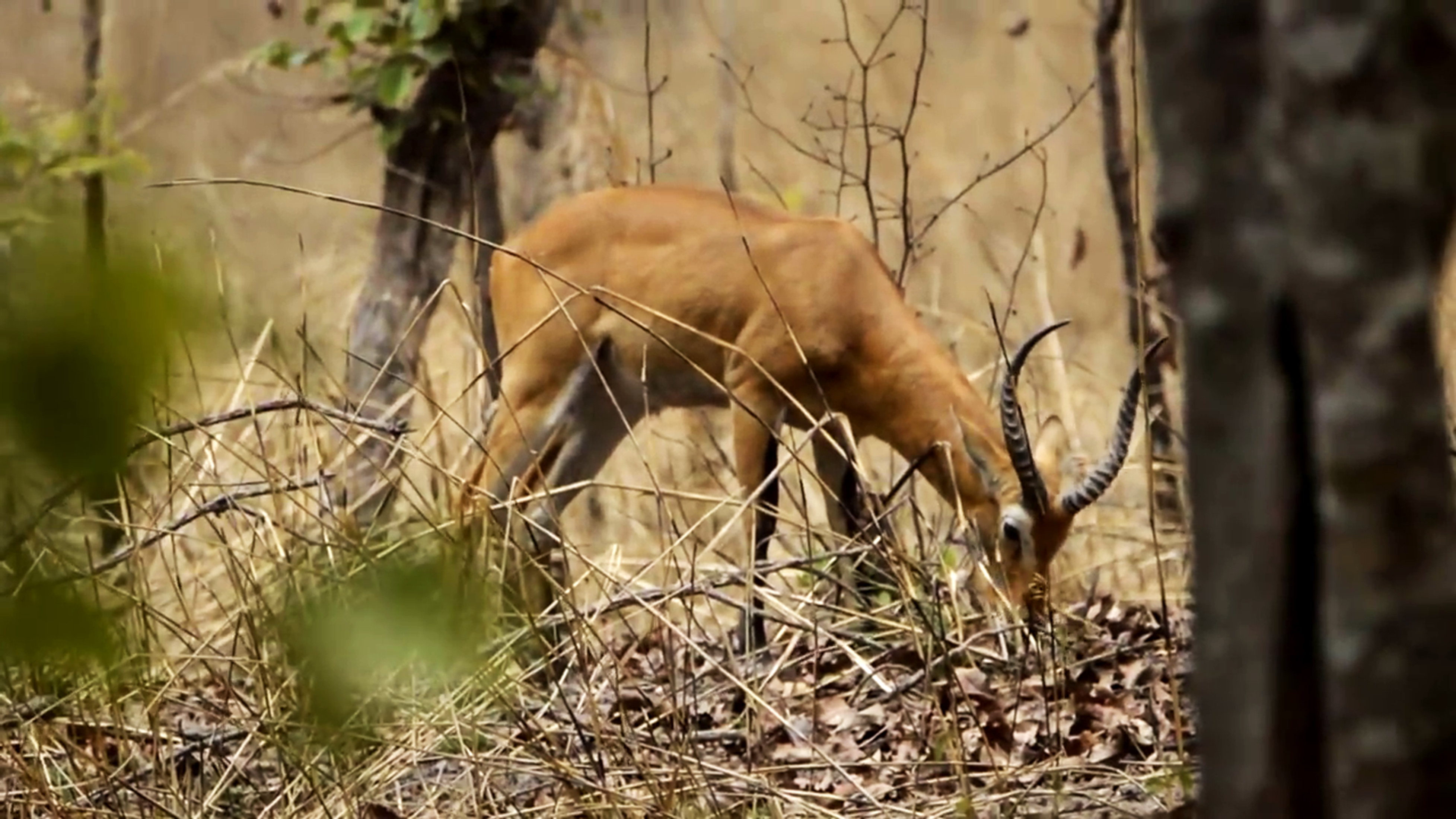
Antilope dans le parc national de Bénoué.
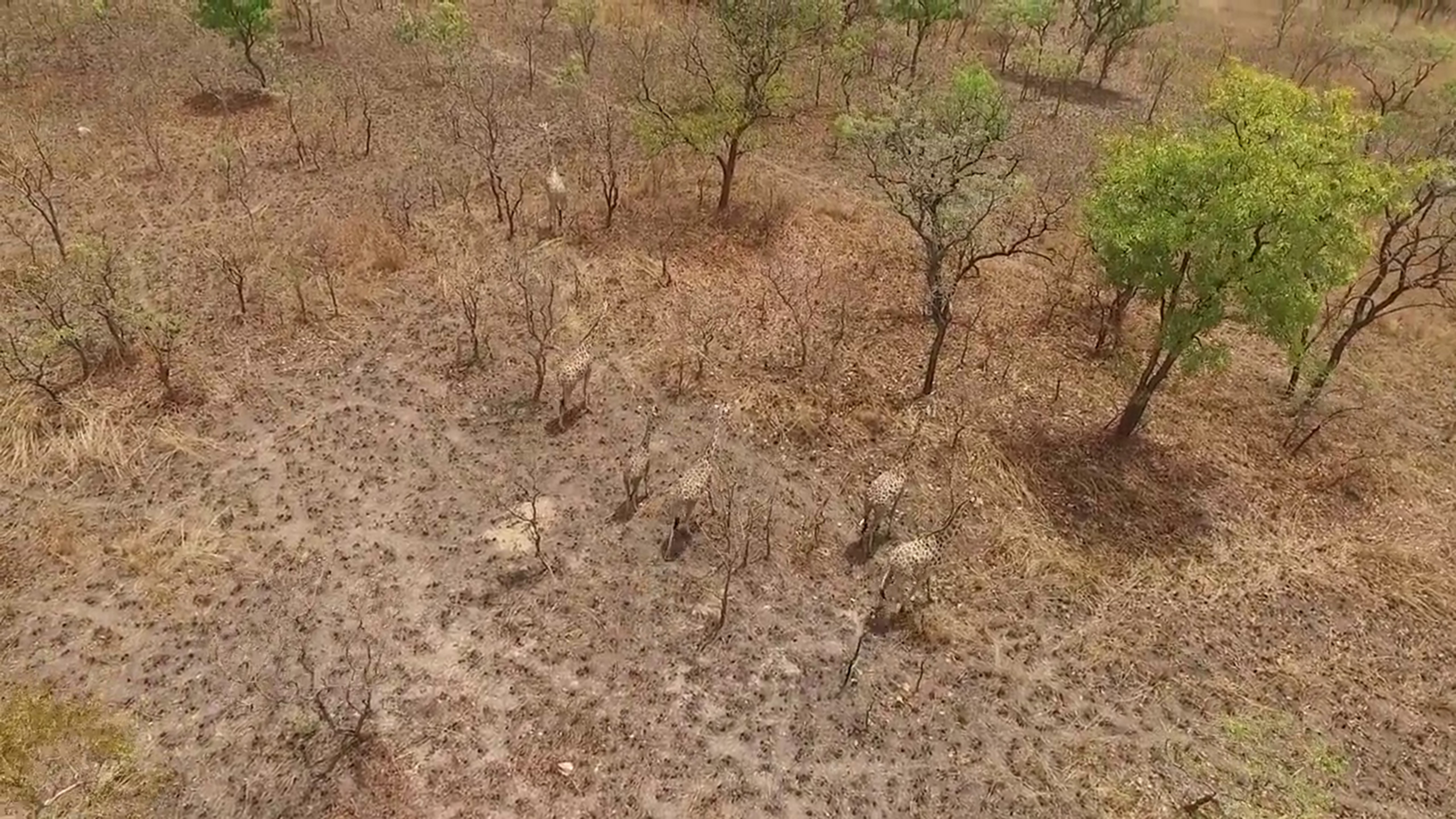
Des girafes dans le parc national de Bénoué.

## Population et économie

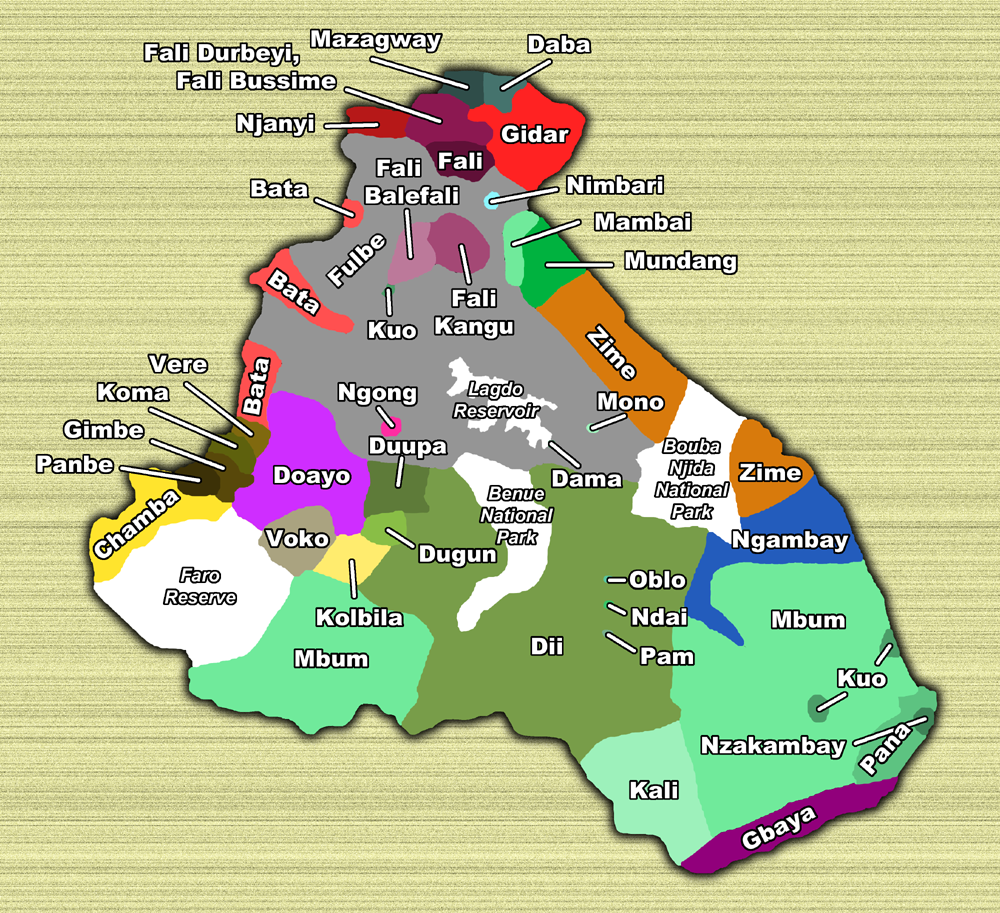
Populations de la région du Nord.

La population est composée de nombreuses ethnies, agricultrices comme les Dourou, les Koma et les Laka, au sud, les Guidar et les Daba au nord, les Fali au centre, dominées politiquement par les Peul (ou Foulbé), agriculteurs-éleveurs, des ethnies commerçantes comme les Haoussa et les Bornouan, et des immigrants plus ou moins récents comme les Toupouri, les Massa, les Mafa… pour la plupart agriculteurs, et des éleveurs nomades avec les différents lignages Bororo ou (Wodaabé).
L’agriculture et l’élevage occupent 90 % de la population. Encadrée par la SODECOTON, la culture du coton est la grande culture commerciale d'exportation pour la fibre ou pour la consommation locale d'huile pour la graine. Les cultures vivrières sont destinées à l'autoconsommation ou à nourrir les villes, en croissance rapide. La pêche a fortement augmenté avec la création du barrage hydroélectrique de Lagdo et son lac de retenue.
Le Cameroun a créé un réseau d’aires protégées comprenant :
- 3 parcs nationaux :
  - le parc national de la Bénoué :180 000 ha,
  - le parc national du Faro : 330 000 ha,
  - le parc national de Bouba Ndjida: 220 000 ha ;
- 28 zones d’intérêt cynégétique (ZIC) dont 23 sont affermées aux guides professionnels de chasse.

Ces aires protégées représentent près de 33 % de la superficie totale de la province. Les principales espèces rencontrées dans ces aires sont : l'élan de Derby, le lion, la panthère, le bubale, le cobe de Buffon, le phacochère, le babouin, le buffle, etc..

## Culture
(indiquez la date de pose grâce au paramètre date).

Danses traditionnelles des peuples du Nord Cameroun
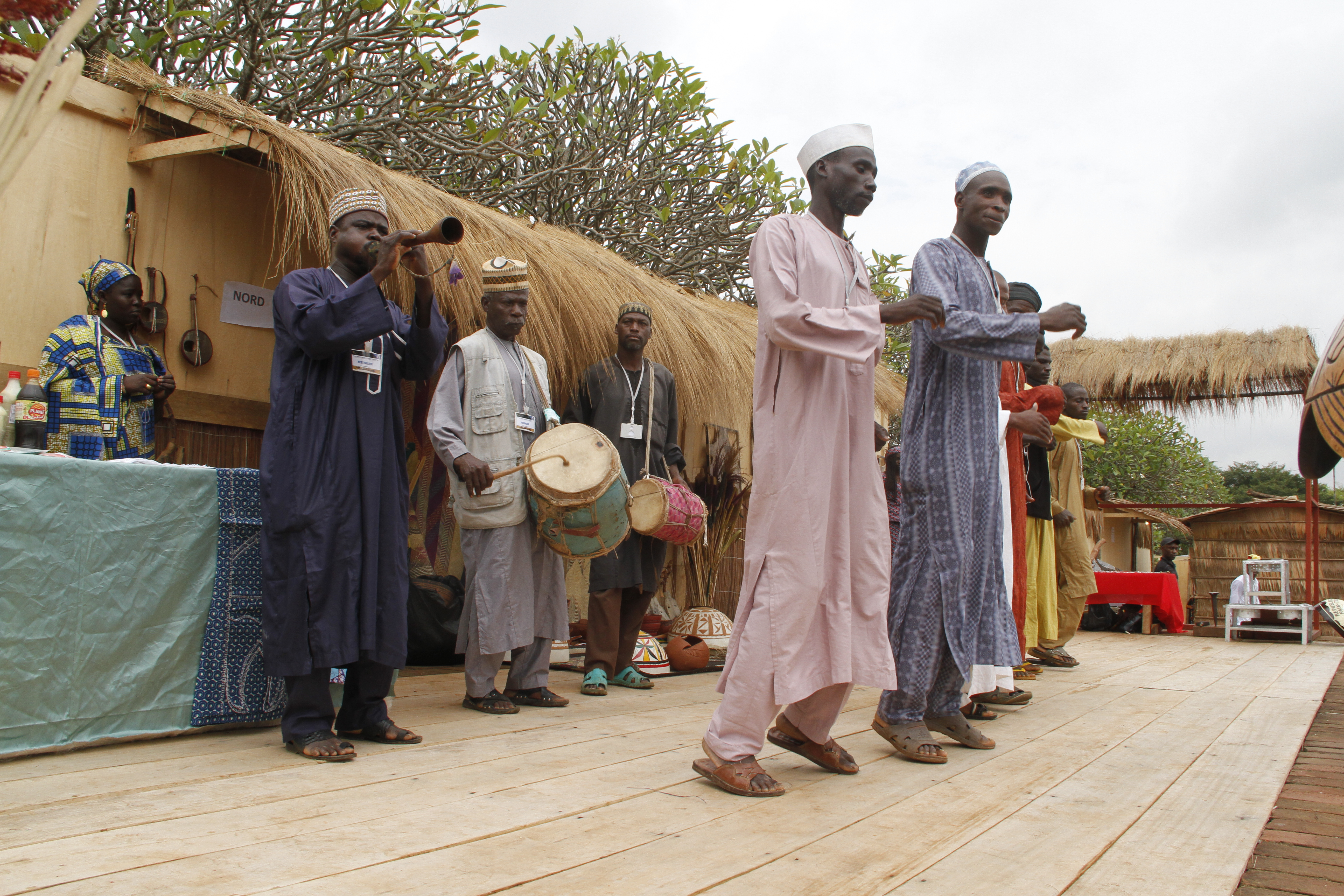
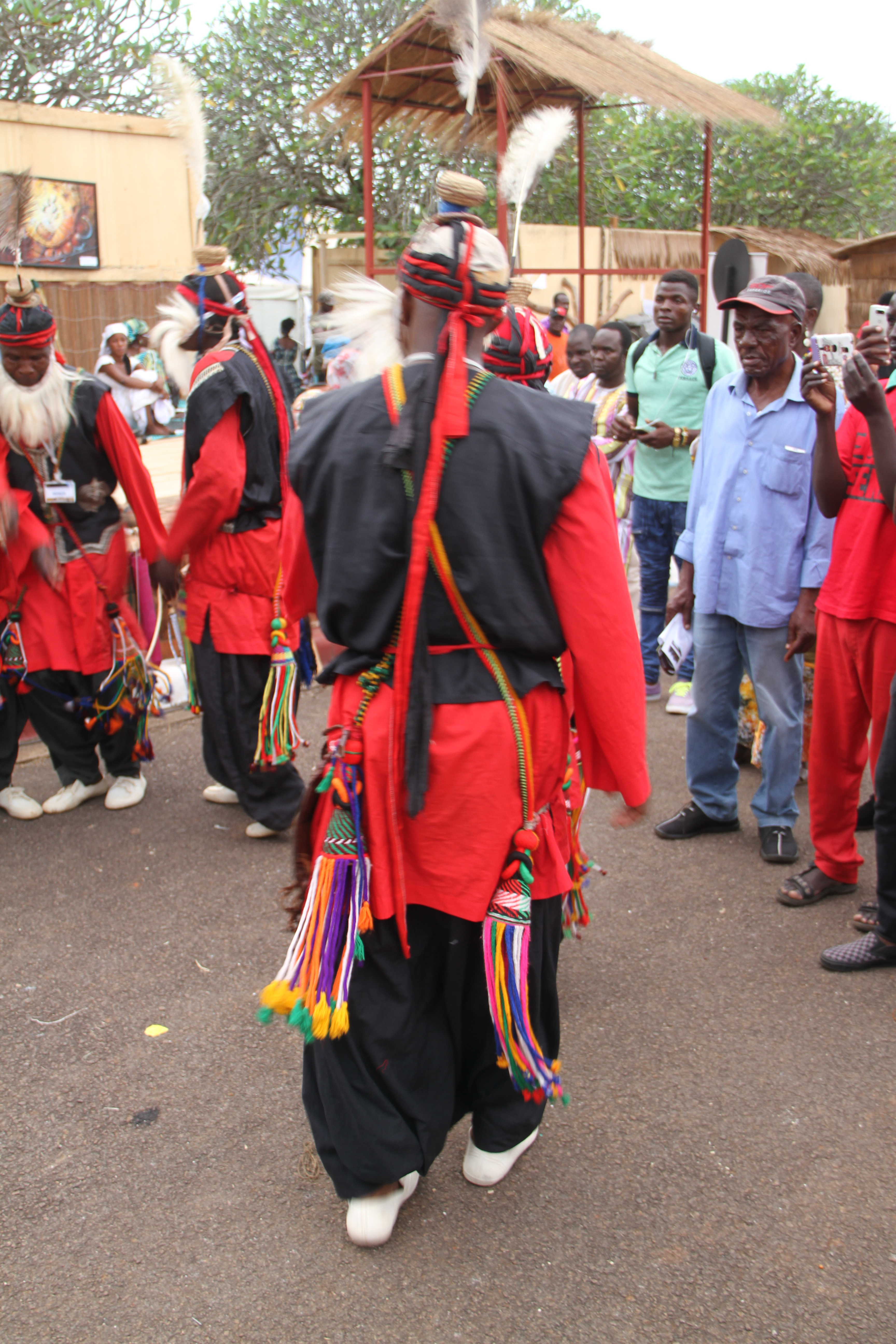
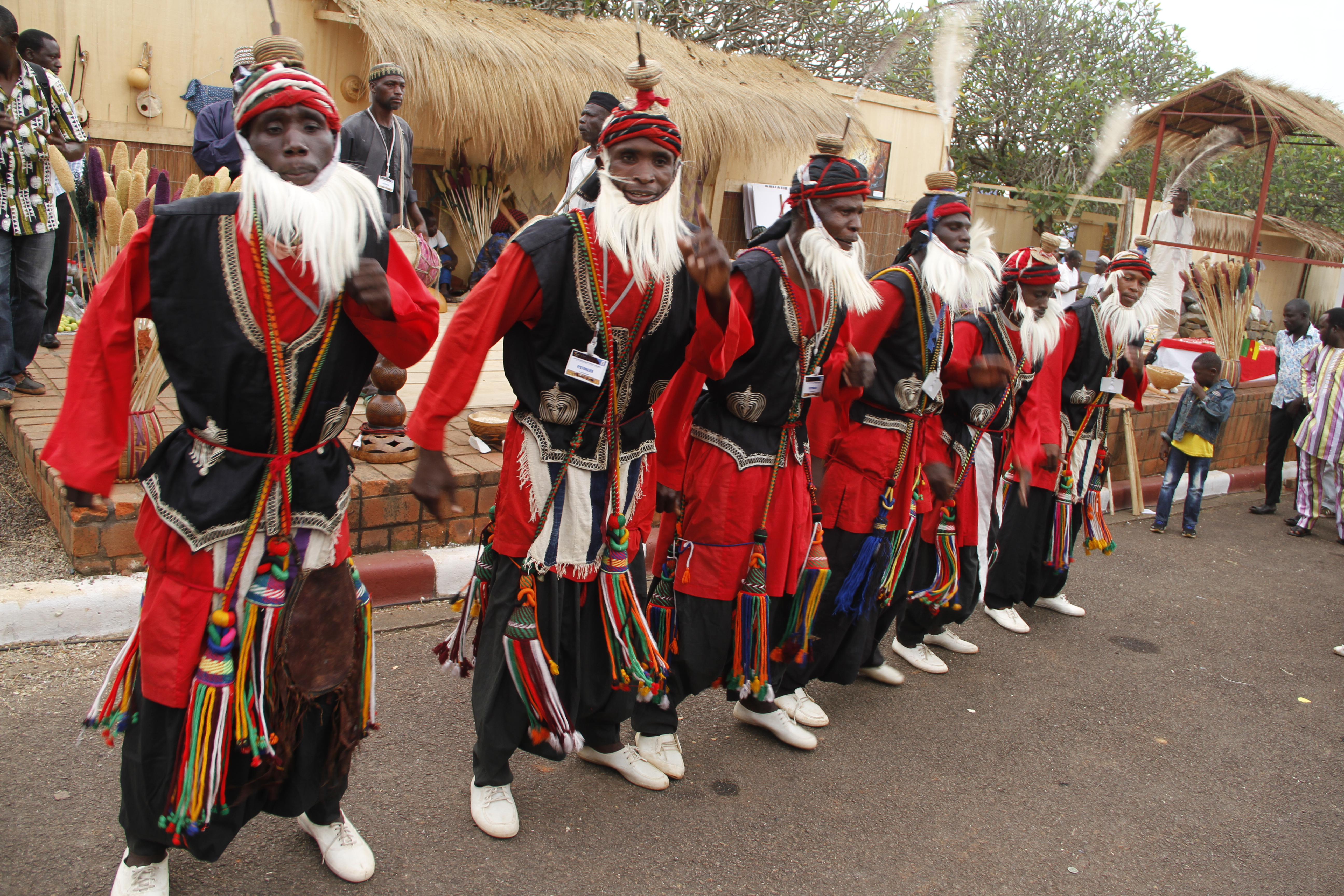
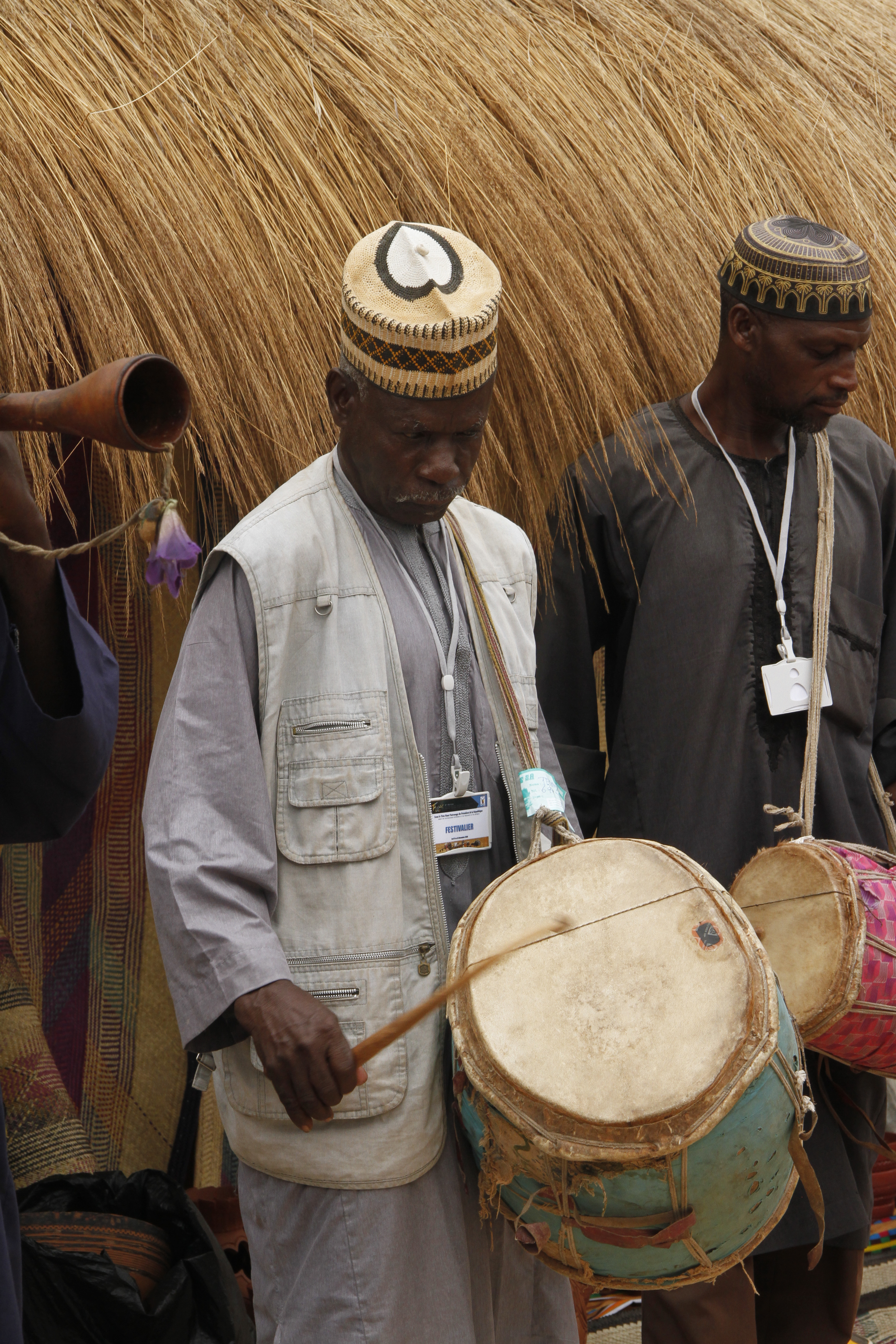
Joueur de tam-tam.
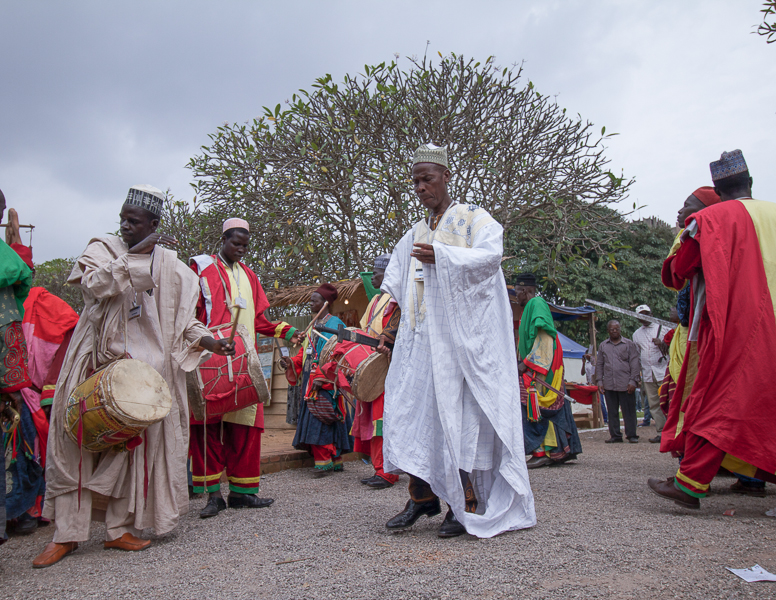
Orchestre accompagnant la fantasia.

Accessoires de danses traditionnelles
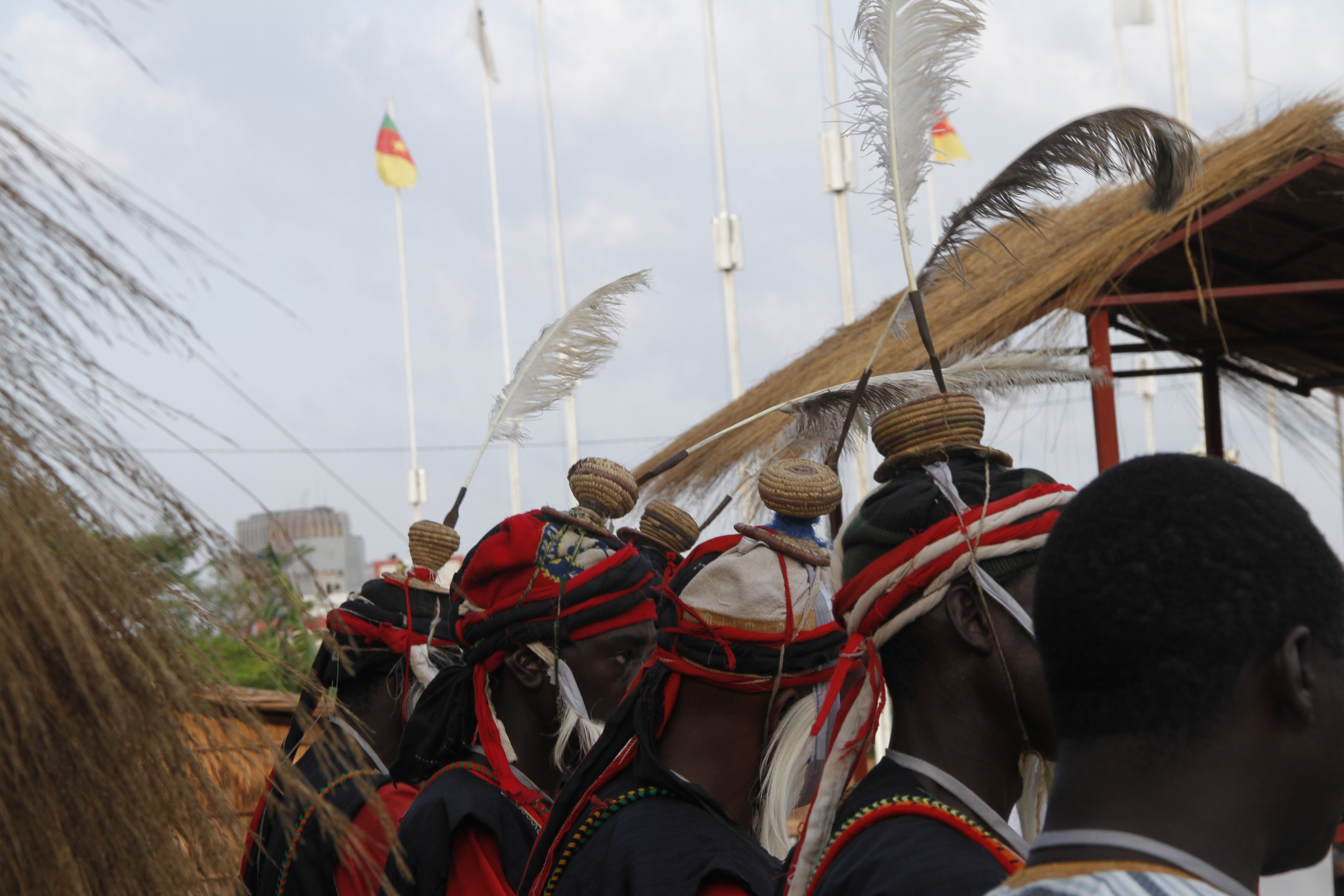
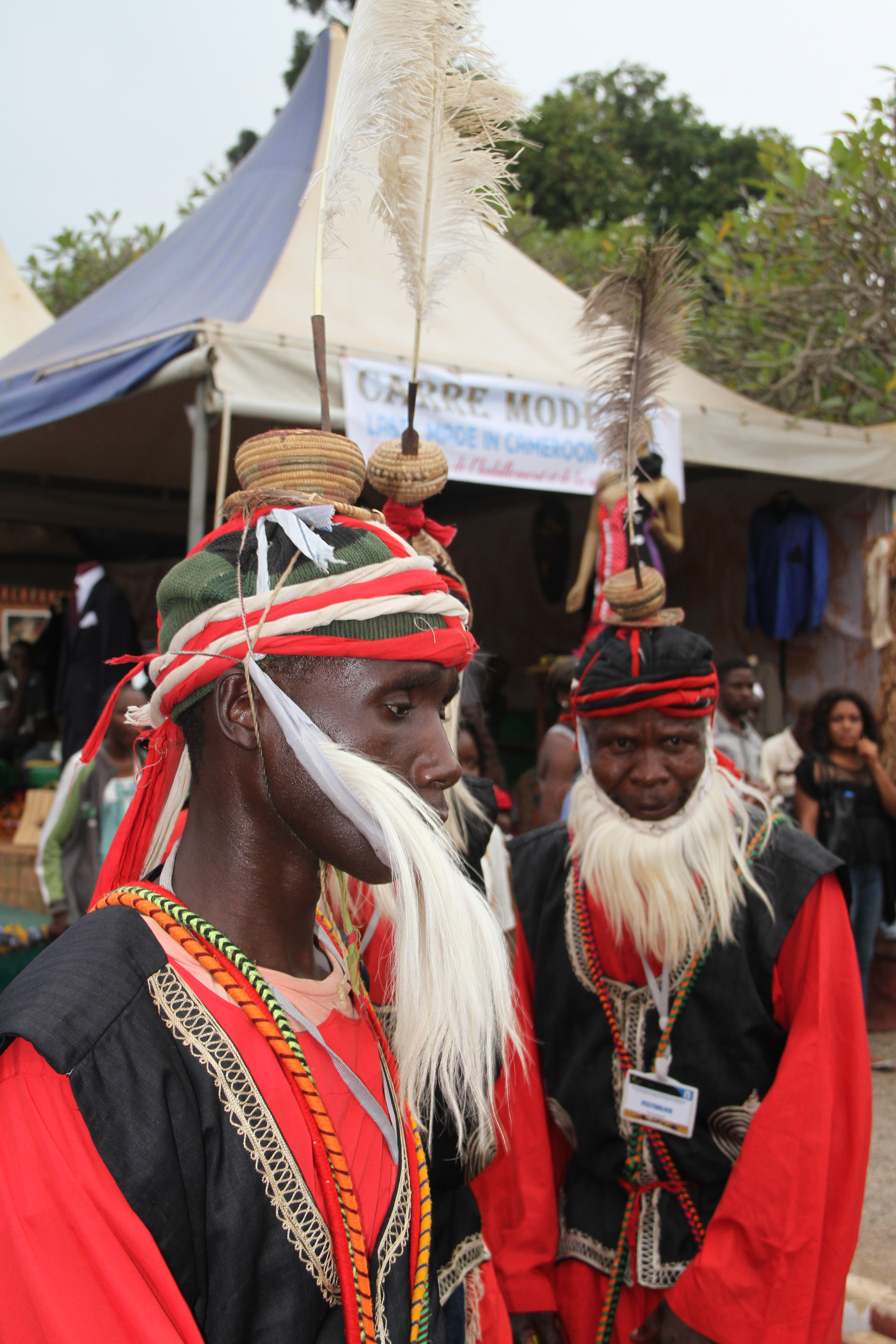
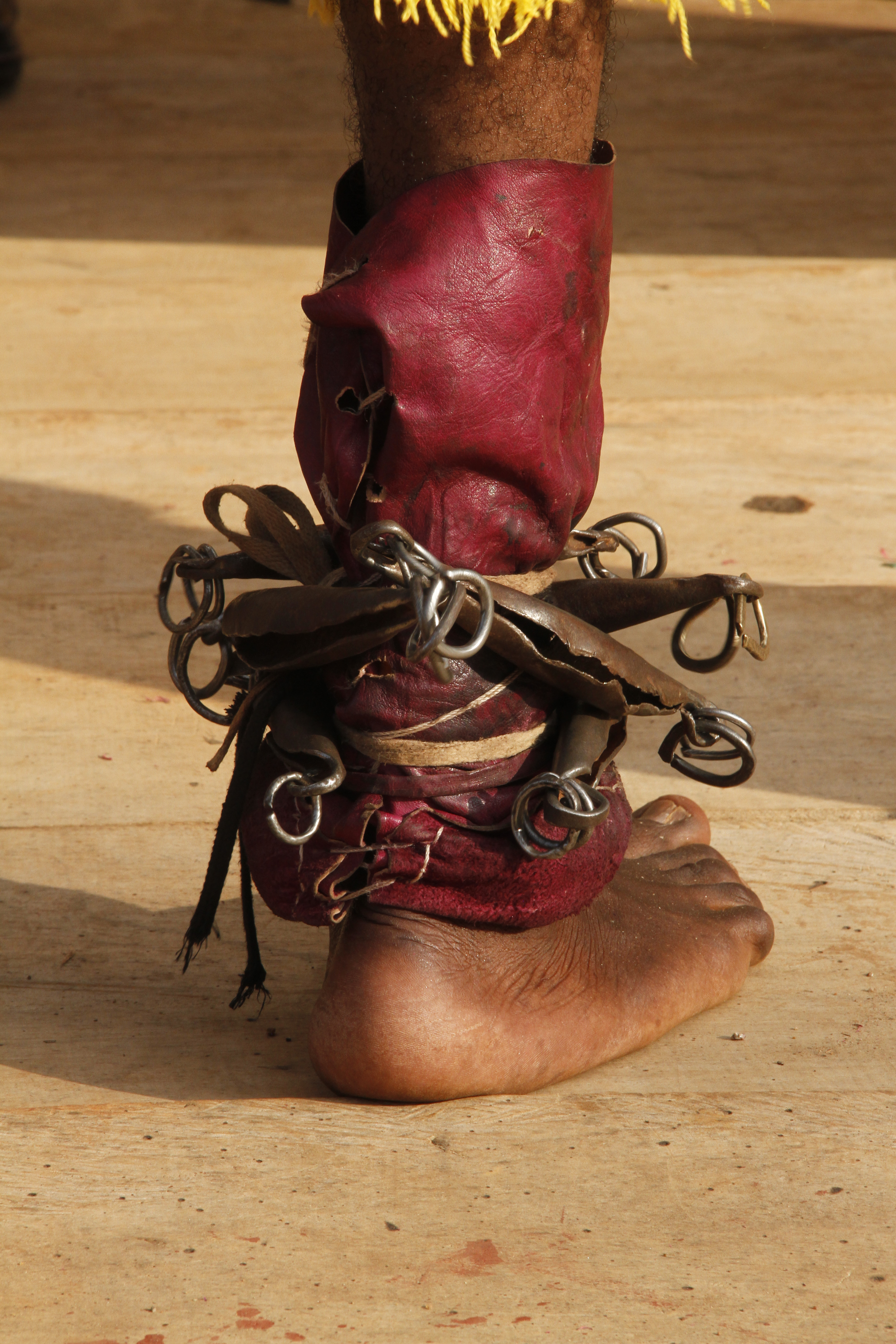
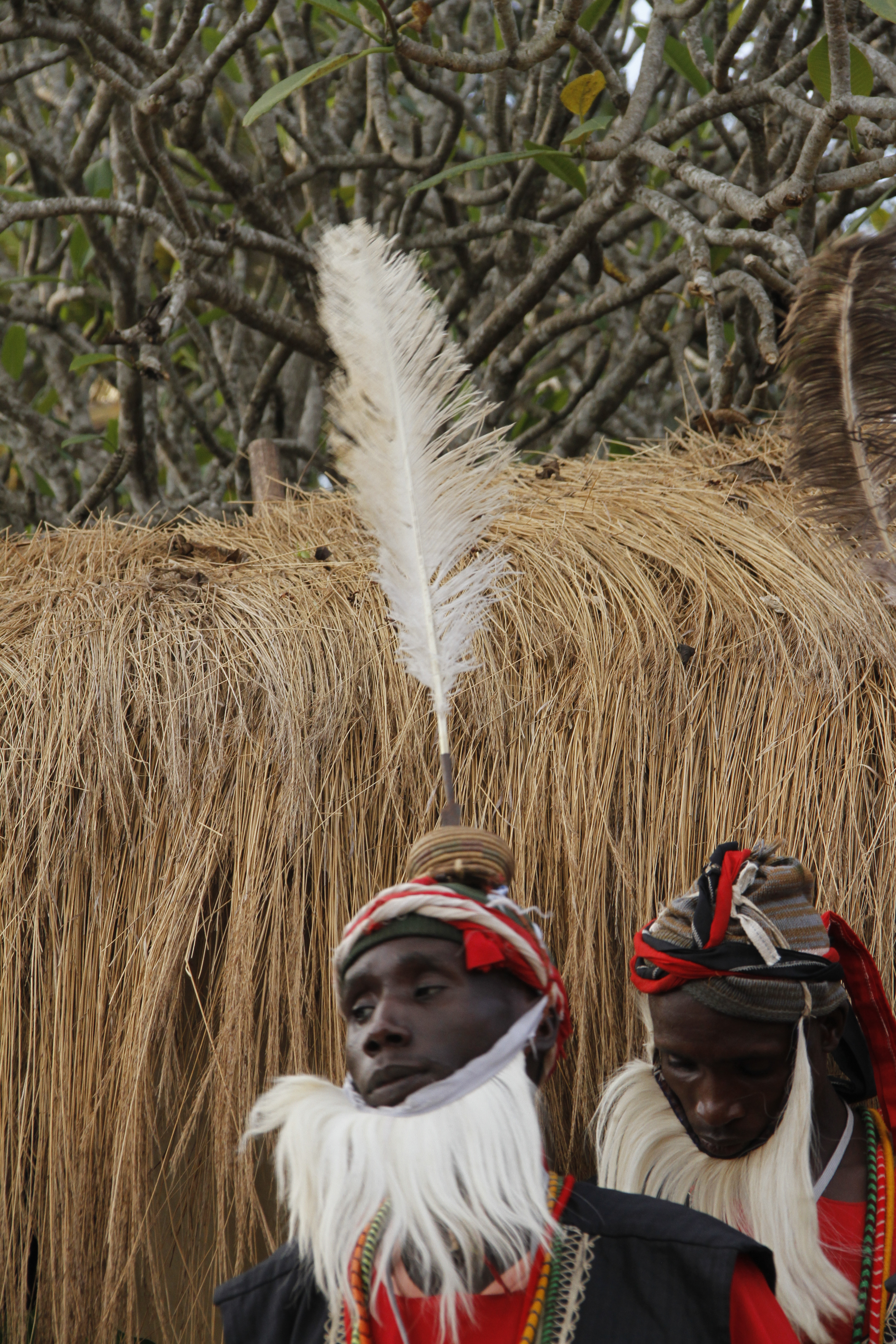

Instruments de musique traditionnels
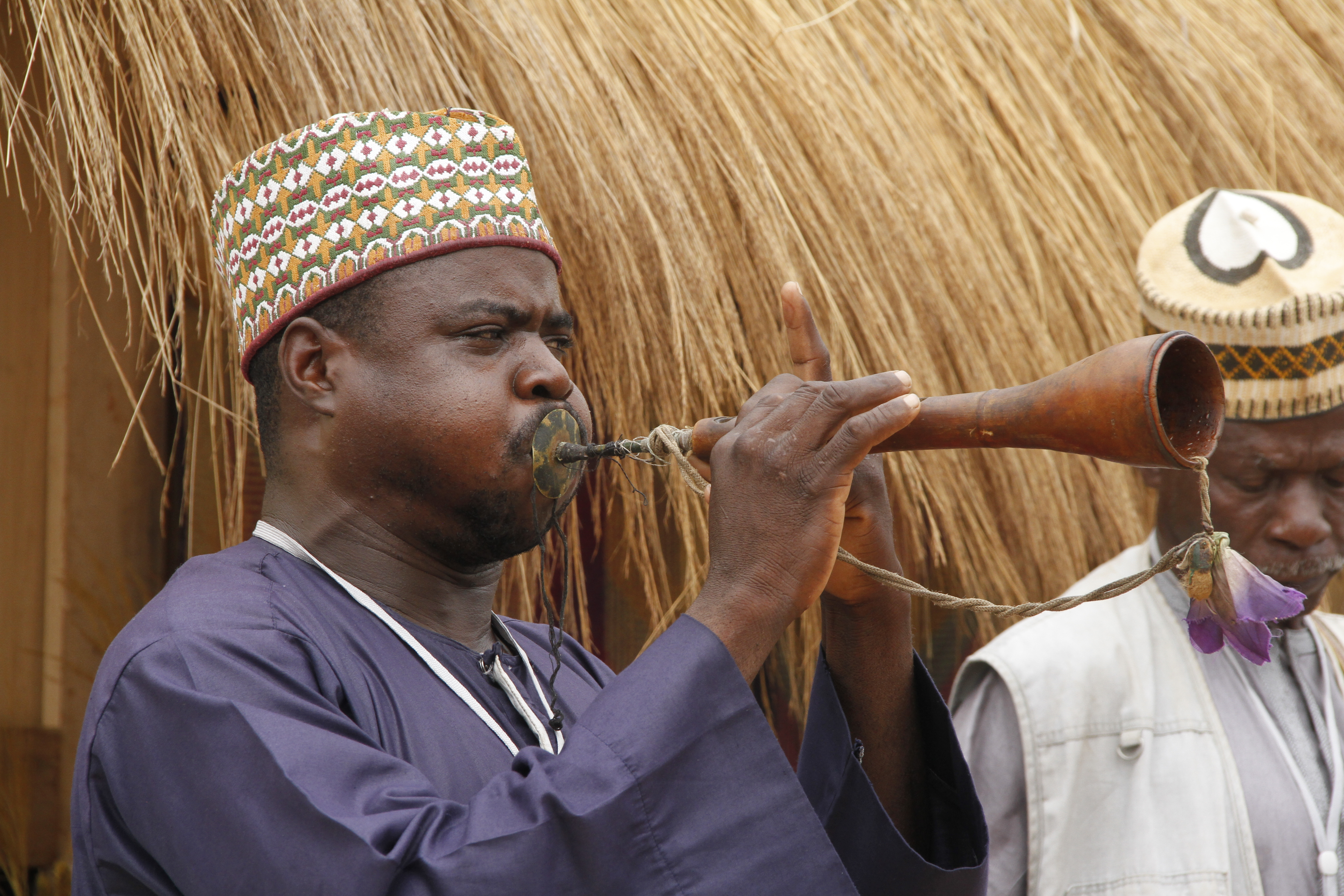
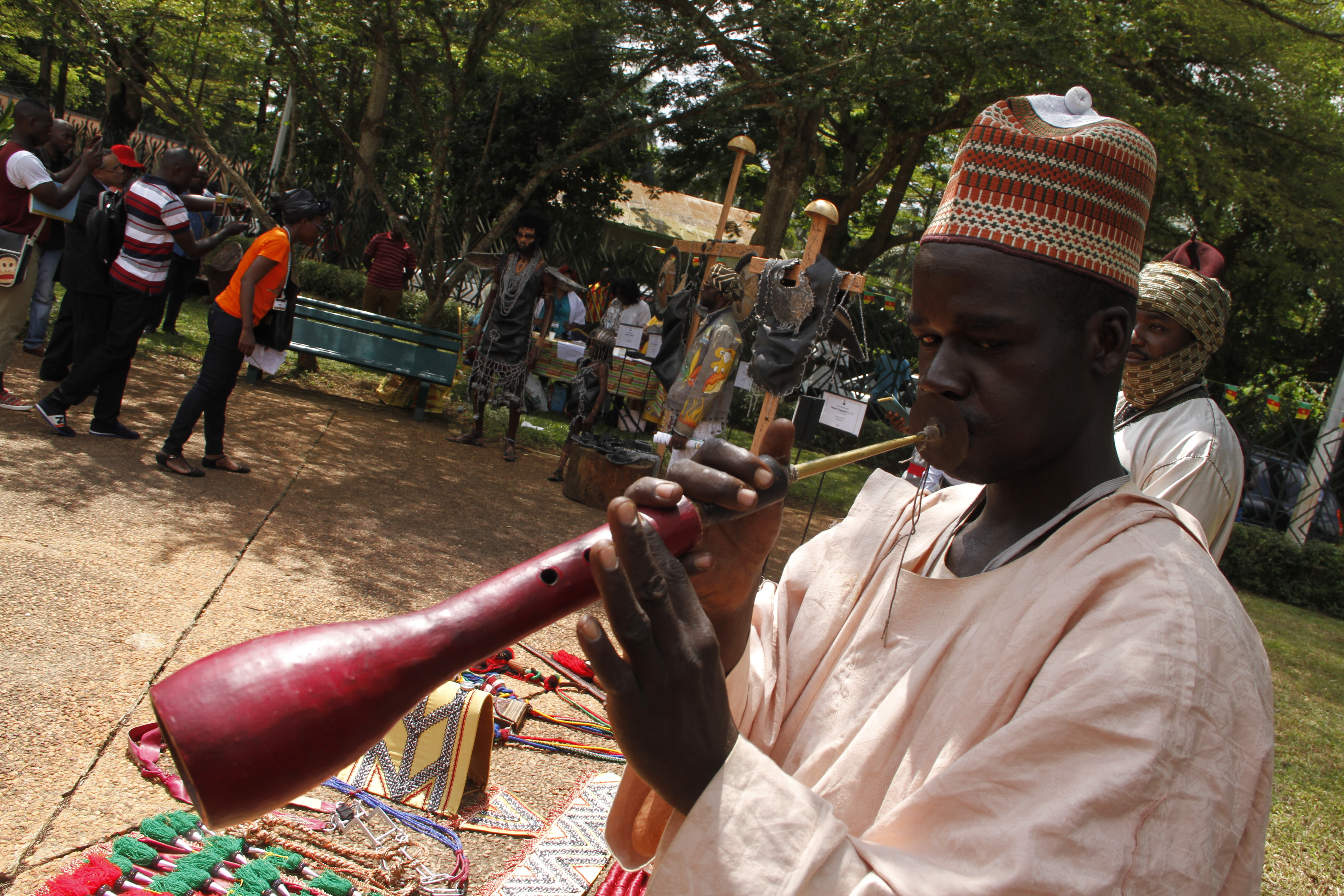
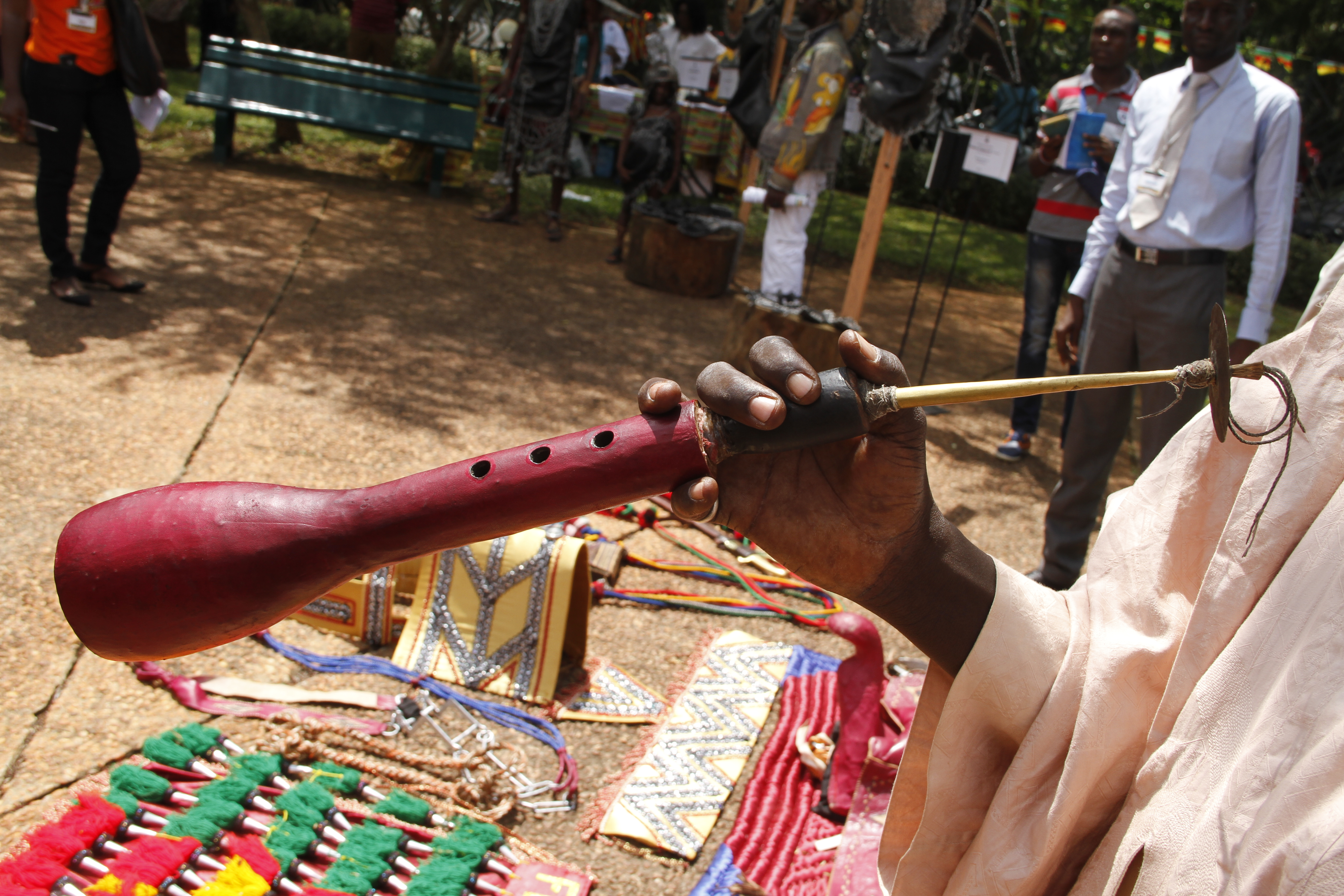
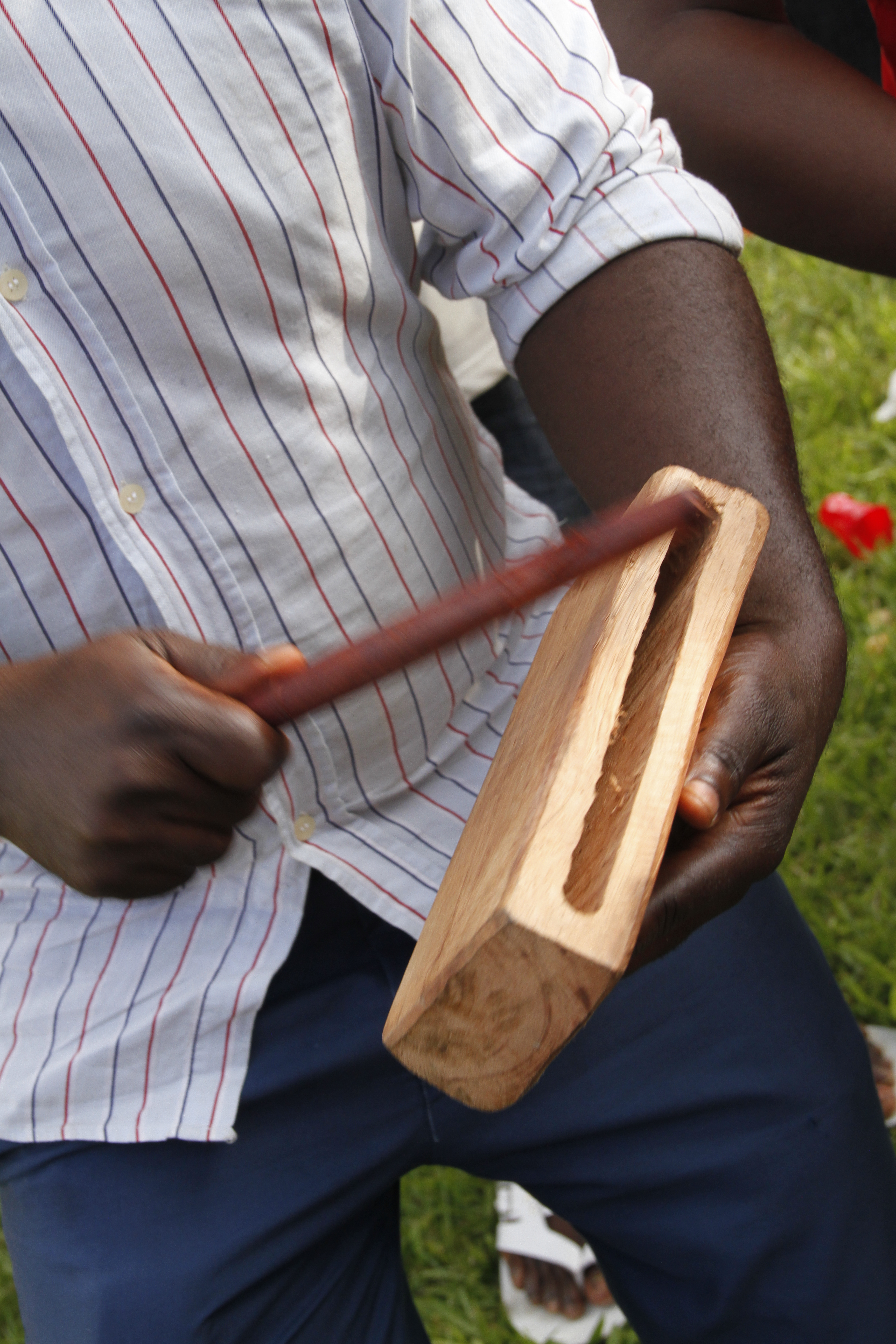
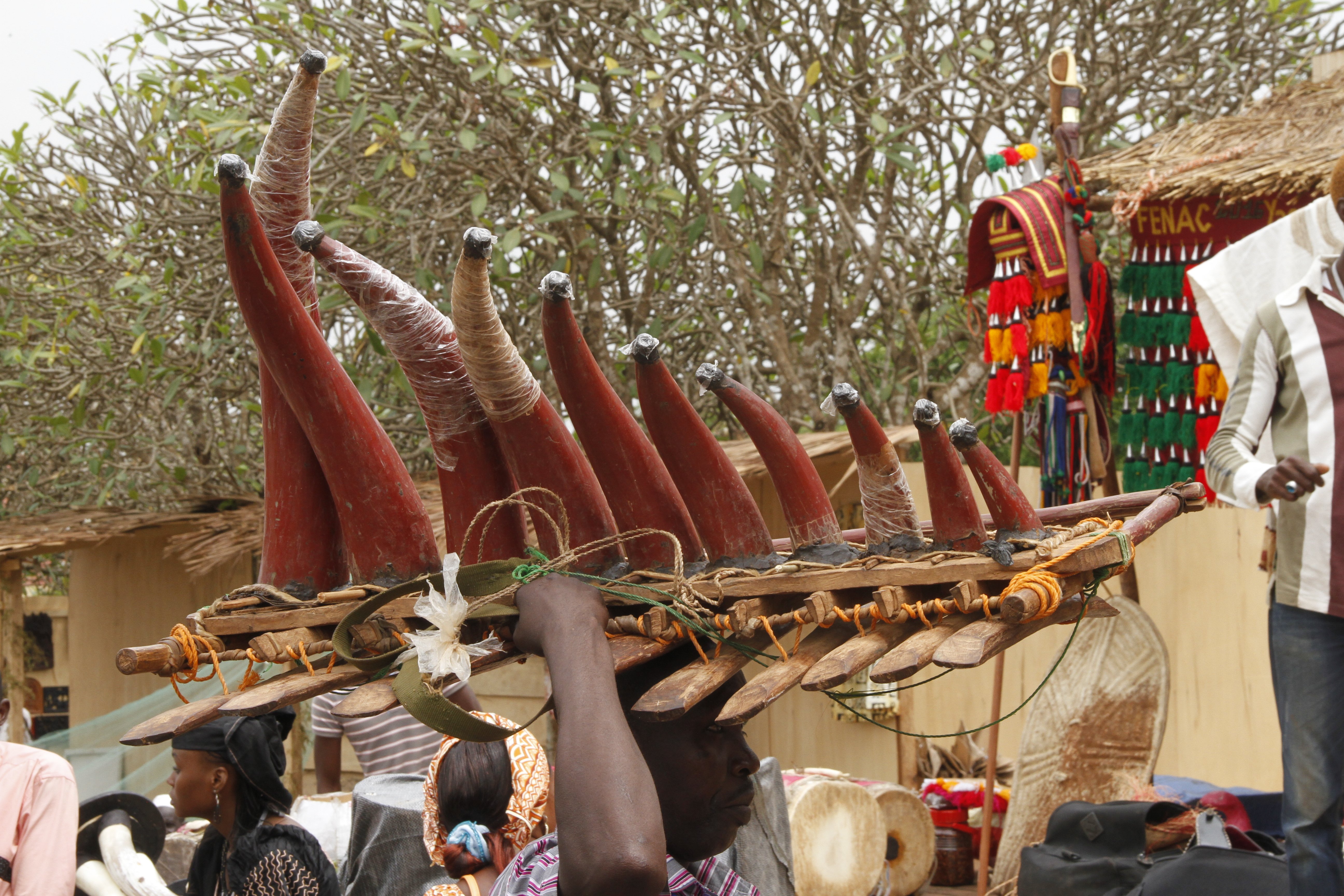
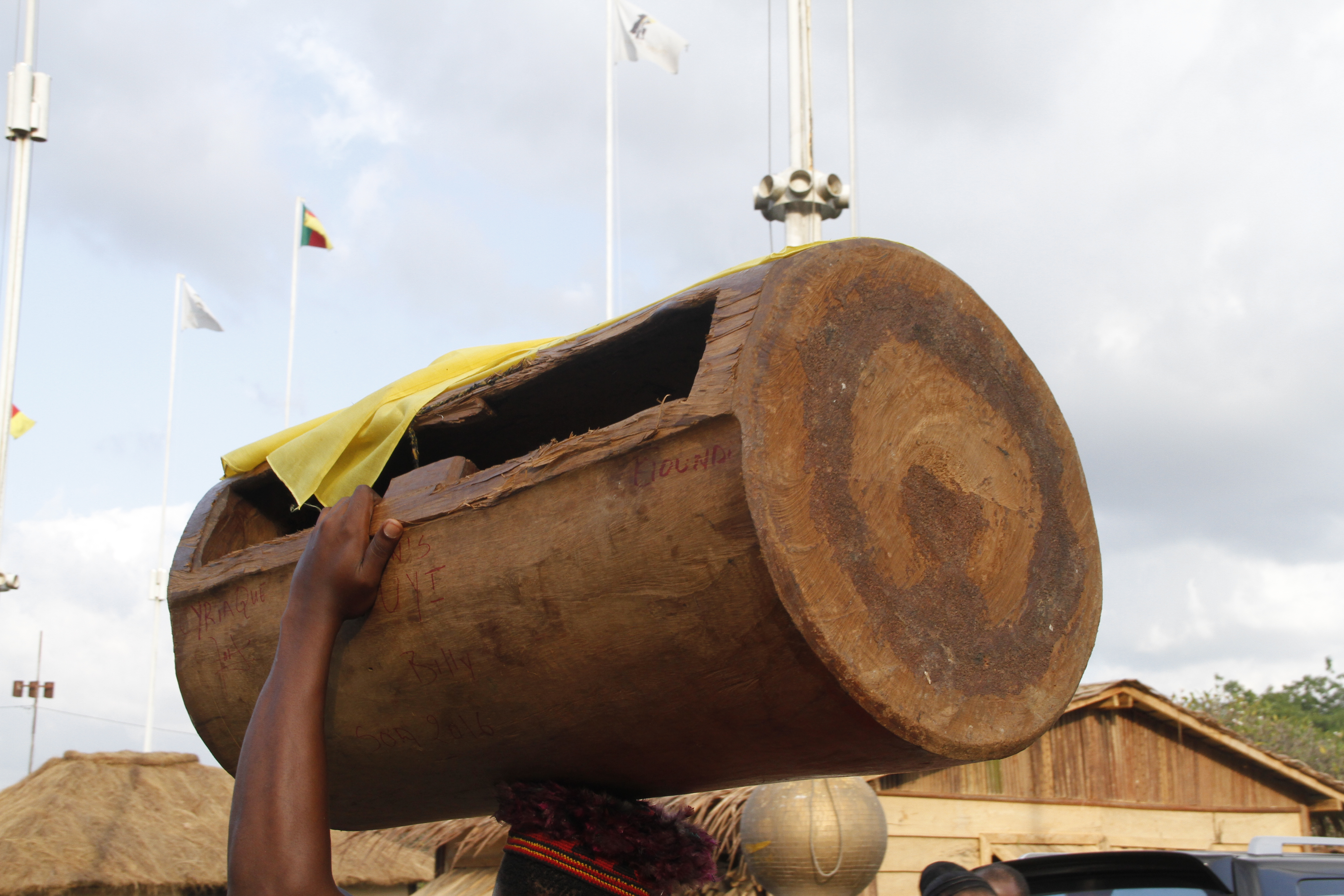
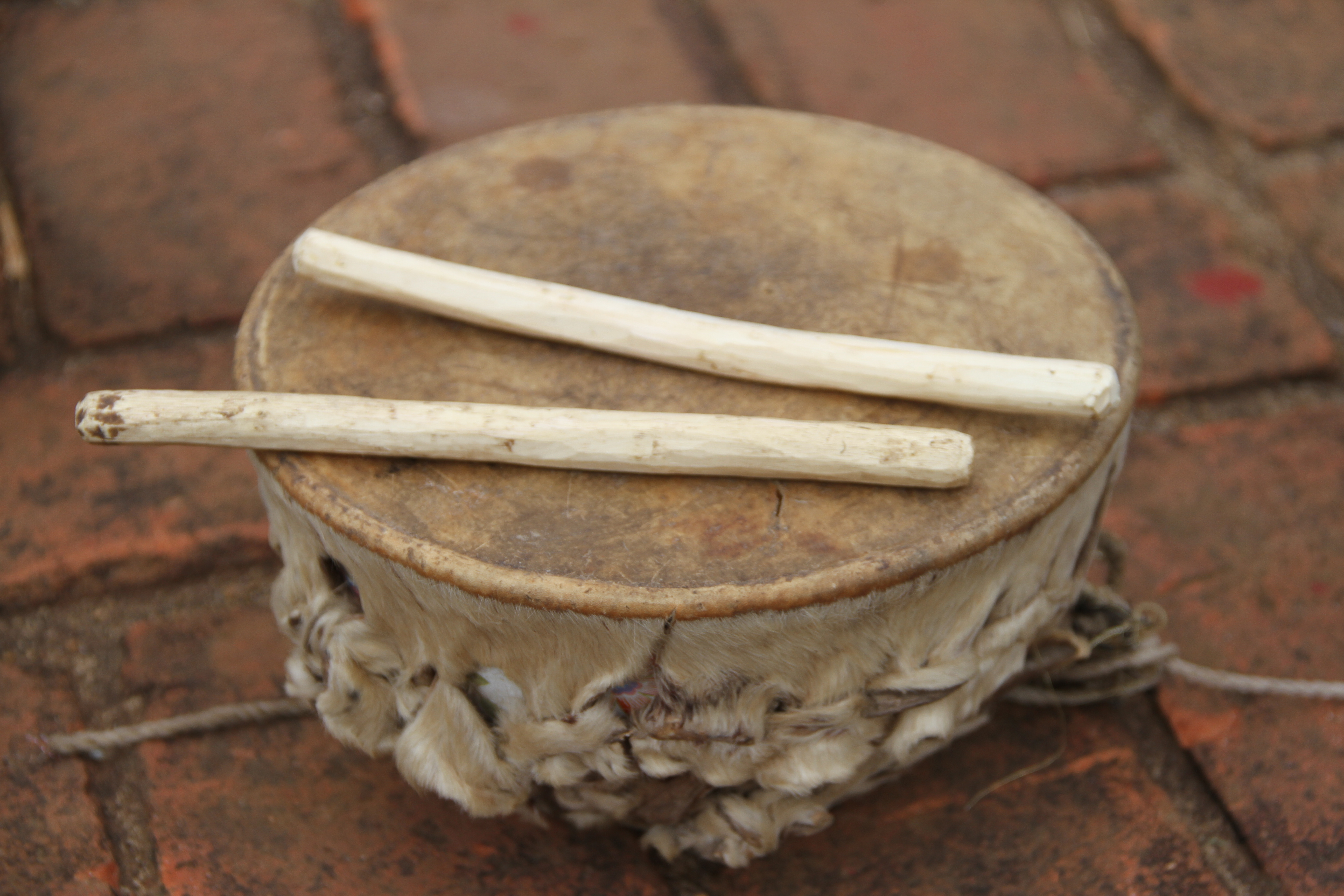
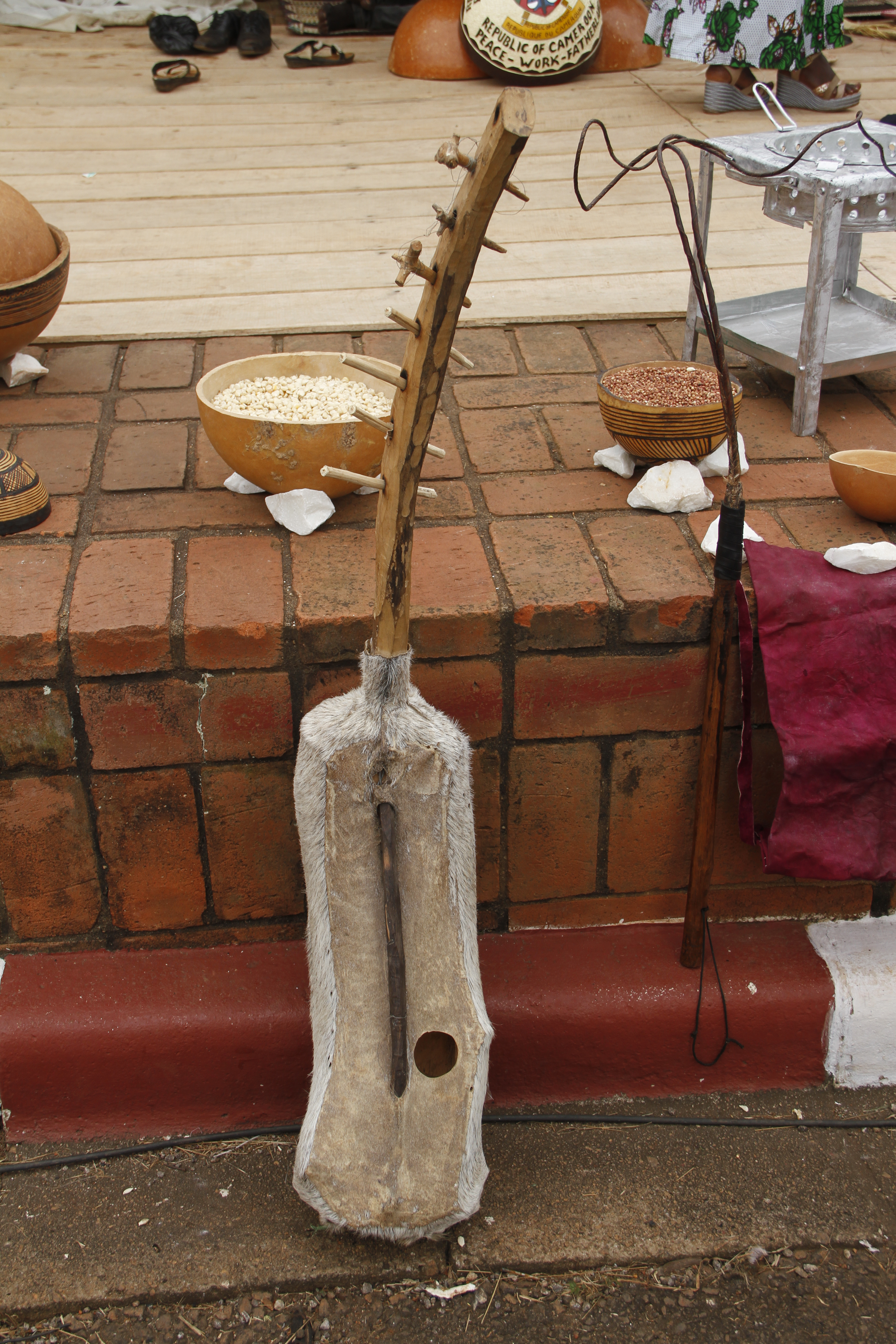